# Агропромышленная депутатская группа
Агропромышленная депутатская группа (АПГ) — депутатское объединение в Государственной думе третьего созыва (1999—2003). Выступало как политический союзник фракции КПРФ. Группа создана депутатами, представлявшими интересы агропромышленного комплекса, и депутатами, ранее входившими в депутатскую группу «Народовластие».
Председатель — Харитонов Николай Михайлович. Заместителями председателя в разное время были: Апарин Иван Васильевич, Киселёв Николай Петрович, Костерин Николай Николаевич, Плотников Владимир Николаевич, Семигин Геннадий Юрьевич, Ткачёв Александр Николаевич, Шитуев Валерий Анатольевич.

## Депутаты Аграрной партии
26 февраля 1993 года по инициативе парламентской фракции Верховного Совета России «Аграрный союз» (лидер — Михаил Лапшин), Аграрного союза России (Василий Стародубцев), профсоюза работников агропромышленного комплекса (Александр Давыдов) и Всероссийского съезда колхозов была создана Аграрная партия России (АПР). Двумя неделями ранее Михаил Лапшин был избран заместителем председателя ЦИК КПРФ на восстановительном съезде КПРФ.
В декабре 1993 года на выборах в Государственную думу первого созыва Аграрная партия получила 7,99 % голосов (4 292 518 проголосовавших избирателей) по партийному списку, что принесло ей 21 депутатский мандат. Ещё 16 человек прошли от АПР по одномандатным округам. В Государственной думе фракция АПР занимала позиции, близкие КПРФ.
На выборах 17 декабря 1995 года Государственную думу второго созыва список АПР получил 3,78 % голосов. В одномандатных округах прошли 20 человек. 16 января 1996 депутатская группа была сформирована при помощи КПРФ, откуда в созданное объединение перешло несколько депутатов.

## Создание группы
В преддверии думских выборов 1999 года в Аграрной партии произошёл раскол. В июле 1999 года руководитель думской фракции АПР Николай Харитонов подписал заявление организаторов блока «За победу», в котором ведущее место занимала КПРФ. Однако председатель партии Михаил Лапшин и большинство членов её руководства предложили присоединиться к блоку «Отечество — Вся Россия». Харитонов, опираясь на ряд региональных организаций партии, обвинил Лапшина в «предательстве». 17 августа 1999 года АПР официально присоединилась к блоку «Отечество — Вся Россия», Лапшин занял пятую позицию в федеральном списке ОВР. Харитонов и поддержавшие его члены партии получили места в списке КПРФ. 20 мая 2000 года Харитонов и его сторонники были исключены из АПР.
В Думу третьего созыва прошли 16 членов АПР: 9 от «Отечество — Вся Россия», 5 — от КПРФ, 2 — как независимые депутаты. 18 января 2000 года Агропромышленная депутатская группа была зарегистрирована с числом участников 36 человек (23 от КПРФ, 3 — от ОВР, 10 — независимые кандидаты). Председателем группы большинством голосов был избран Харитонов. Михаил Лапшин и Геннадий Кулик в знак протеста покинули заседание, перейдя вскоре во фракцию ОВР.
По пакетному соглашению Агропромышленная группа первоначально получила два комитета в Госдуме — по делам национальностей и по аграрным вопросам. Однако в апреле 2002 года с поста председателя комитета по аграрным вопросам думское большинство сместило В. Плотникова, оставив АПГ комитет по делам национальностей во главе с В. Никитиным.
Позиция Агропромышленной депутатской группы по большинству голосований была близка к позиции фракции КПРФ. В 2000 году группа голосовала за введении с 1 января 2001 года вместо прогрессивной плоской шкалы подоходного налога.

## Депутаты
- Апарин, Иван Васильевич (Алтайский край, выдвинут избирателями)
- Артемьев, Анатолий Иванович (Тульская область, выдвинут КПРФ)
- Астраханкина, Татьяна Александровна (Тверская область, КПРФ)
- Афанасьев, Александр Михайлович (Ленинградская региональная группа, выдвинут КПРФ)
- Бурдуков, Павел Тимофеевич (Калужская область, выдвинут КПРФ)
- Бурулько, Александр Петрович (Краснодарский край, выдвинут КПРФ)
- Гаманенко, Александр Иванович (Кубанско-Донская региональная группа, выдвинут КПРФ)
- Голубков, Анатолий Иванович (Ульяновская область, «Отечество — Вся Россия»)
- Давыдов, Александр Семёнович (выдвинут КПРФ)
- Данченко, Борис Иванович (Ростовская область, выдвинут КПРФ)
- Драпеко, Елена Григорьевна (выдвинут КПРФ)
- Ждакаев, Иван Андреевич (Сахалинская область, выдвинут избирателями)
- Золотилин, Сергей Александрович (Северно-Чернозёмная региональная группа, выдвинут КПРФ)
- Ивер, Василий Михайлович (Ставропольский край, выдвинут КПРФ)
- Игошин, Игорь Николаевич (Подмосковная региональная группа, выдвинут КПРФ)
- Казанков, Иван Иванович (Республика Марий Эл, выдвинут избирателями)
- Киселёв, Николай Петрович (Кировская область, выдвинут избирателями)
- Костерин, Николай Николаевич (Нижегородская область, выдвинут избирателями)
- Костин, Георгий Васильевич (Воронежская область, выдвинут ДПА)
- Левченко, Сергей Георгиевич (Восточно-Сибирская региональная группа, выдвинут КПРФ)
- Мащенко, Олег Иванович (Краснодарский край, выдвинут избирателями)
- Мещерин, Иван Васильевич (Ставропольский край, выдвинут КПРФ)
- Никитин, Анатолий Алексеевич (Северно-Чернозёмная региональная группа, выдвинут КПРФ)
- Оленьев, Вячеслав Владимирович (Рязанская область, выдвинут избирателями)
- Останина, Нина Александровна (Кемеровская область, выдвинут КПРФ)
- Пашуто, Владимир Ростиславович (Краснодарский край, выдвинут КПРФ)
- Плотников, Владимир Николаевич (Волгоградская область, выдвинут избирателями)
- Прощин, Сергей Александрович (Кузнецко-Алтайская региональная группа, выдвинут КПРФ)
- Салий, Александр Иванович (Республиканская региональная группа, выдвинут КПРФ)
- Свечников, Пётр Григорьевич (Челябинская область, выдвинут КПРФ)
- Семигин, Геннадий Юрьевич (выдвинут КПРФ)
- Сенин, Григорий Николаевич (Республика Адыгея, выдвинут КПРФ)
- Смолин, Олег Николаевич (Омская область, выдвинут КПРФ)
- Солдаткин, Дмитрий Фёдорович (Уральская региональная группа, выдвинут КПРФ)
- Ткачёв, Александр Николаевич (Краснодарский край, выдвинут КПРФ)
- Харитонов, Николай Михайлович (Новосибирская область, выдвинут КПРФ)
- Чекис, Анатолий Владимирович (Кузнецко-Алтайская региональная группа, выдвинут КПРФ)
- Чуркин, Геннадий Иванович (Владимирская область, выдвинут избирателями)
- Шитуев, Валерий Анатольевич(Юго-Западная региональная группа, выдвинут КПРФ)
- Штогрин, Сергей Иванович (Еврейская автономная область, выдвинут избирателями)
- Шульга, Александр Васильевич (Юго-Западная региональная группа, выдвинут КПРФ)
- Южилин, Виталий Александрович (Западная региональная группа, выдвинут КПРФ)